# Reserva Biológica Culuene
A Reserva Biológica do Culuene é uma reserva biológica do estado de Mato Grosso, Brasil. Protege uma área de floresta de cerrado em contato com floresta estacional caducifólia na margem esquerda (oeste) do rio Culuene.

## Localização
A Reserva Biológica do Culuene fica no município de Paranatinga, Mato Grosso. Possui uma área de 3 900 hectares. A reserva é limitada pelo rio Culuene a leste e pelo riacho Rio Grande a oeste. Fica na bacia do Rio Xingu.

## História
A reserva abrange parte da antiga Gleba Pantanalzinho. A Reserva Ecológica Estadual do Culuene foi criada pelo decreto estadual 1.387, de 10 de janeiro de 1989, com área de 3 900 hectares. O objetivo era preservar a fauna e a flora devido aos altos níveis de desmatamento, principalmente nas cabeceiras e margens dos rios, e impedir a mineração descontrolada que causava o assoreamento dos rios.
Pela portaria 723, de 26 de setembro de 2011, a categoria foi alterada e a unidade de conservação passou a ser Reserva Biológica Estadual do Culuene. Em setembro de 2013 existia um gestor da Reserva Biológica do Culuene e da Estação Ecológica do Rio Ronuro, e dois agentes das duas unidades de conservação. A SEMA/MT informou que os planos de proteção das duas unidades estão em revisão. A Portaria 622, de 15 de dezembro de 2014, criou o conselho consultivo. Em junho de 2015, a regularização da propriedade da terra estava concluída, mas a reserva ainda não tinha um plano de gestão.

## Ambiente
A Reserva Biológica do Culuene fica no centro do cerrado brasileiro. A vegetação é de cerrado arborizado aberto, com e sem mata de galeria, em área de contato entre cerrado, floresta estacional e floresta estacional semidecídua. A fauna inclui o cervo-do-pantanal (Blastocerus dichotomus), queixada (Pecari tajacu), paca-de-várzea (Cuniculus paca), capivara (Hydrochoerus hydrochaeris), onça-pintada (Panthera onca) e aves como o pato-almiscarado (Cairina moschata), a garça-real (Ardea alba), arara-de-asa-verde (Ara chloropterus) e tucano-toco (Ramphastos toco).
As principais ameaças são as queimadas, as pressões causadas pela expansão da fronteira agrícola, a contaminação do rio por agrotóxicos e a intrusão das propriedades privadas que circundam a reserva. É influenciada pela pequena hidrelétrica Paranatinga II, no rio Culuene. Uma análise de 2009 das unidades de conservação em Mato Grosso classificou a Reserva Ecológica do Culuene como tendo importância biológica relativamente baixa. A reserva e a Estação Ecológica Rio Ronuro estiveram sujeitas a elevados níveis de ameaças e pressões em comparação com outras. A reserva foi classificada como a menos eficazmente administrada entre as áreas totalmente protegidas, exceto parques, no estado.